# 上孔貝屬
上孔貝屬（學名：Epithyris），又名上窗貝屬、上穿孔貝屬，是後上孔貝科下已滅絕的一個屬，生存於侏羅紀，牠們可能生活在平靜的潟湖中，大量個體會形成一個公共的「巢」，有時會延伸好幾公尺長。

## 特徵
這種腕足動物的體型從中等到巨型都有，殼形幾乎是圓的。凸起的腹殼形成了彎曲、直立的喙，喙中有一很大的肉莖孔和發達的領環。前部的接合線呈波浪狀，在背殼上有兩條褶皺，腹殼上則有對應的凹陷溝槽。褶皺有些圓滑，有些則有銳利的頂峰。殼表的飾紋很少，僅有些許纖細的生長線，生長紋在殼的邊緣被截斷或變得模糊不清。

## 物種[1]
- Epithyris maxillata Sowerby, 1825
- Epithyris oxonica Arkell, 1931
- Epithyris submaxillata Davidson, 1873

## 外部連結
- Epithyris in the Paleobiology Database